# Fawzi El Fakharani

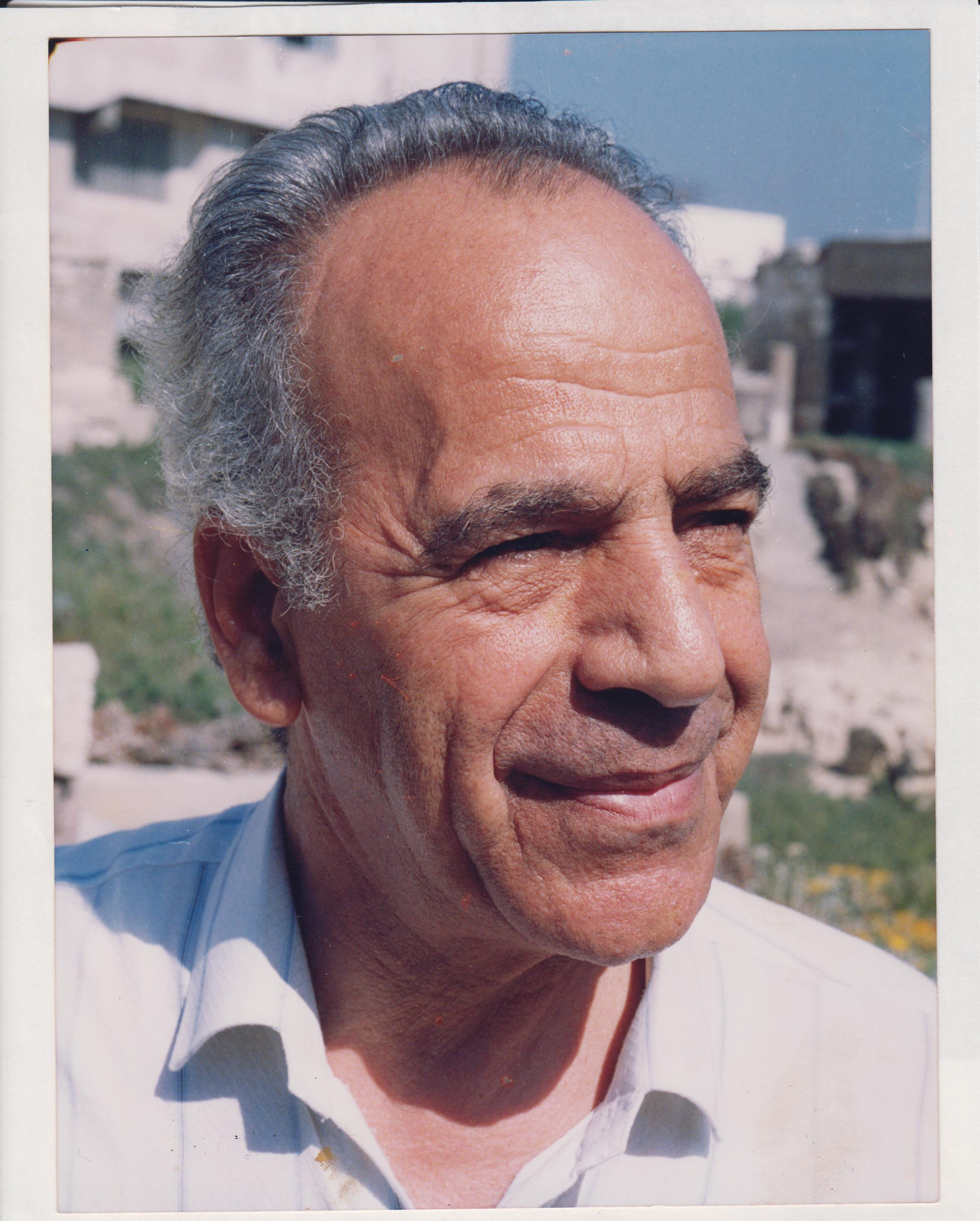
Fawzi El Fakharani

Fawzi El Fakharani, auch El Facharani geschrieben (arabisch فوزي الفخراني, DMG Fawzī al-Faḫarānī; * 3. November 1921 in Alexandria, Ägypten; † 1. März 2004 ebenda) war ein ägyptischer Klassischer Archäologe. Bekannt ist er vor allem durch seine Suche nach dem Grab Alexanders des Großen.

## Leben

### Studium
El Fakharani absolvierte das Studium der Klassischen Archäologie an der Universität Alexandria mit dem Abschluss Bachelor of Arts (B.A.) 1946. Im Jahr 1949 erhielt er ein Regierungsstipendium für das Studium der Altertumswissenschaften an der Universität Liverpool, wo El Fakharani 1953 seinen Master of Arts (M.A.) erlangte, mit dem Thema „The use of Stucco in the ancient world till the establishment of the Roman Empire“. Im Rahmen seines Studiums belegte er ferner Kurse am Instituto del Restauro in Rom (1950) sowie an der Universität Heidelberg (1952). 1951 lernte er die deutsche Lehrerin Marie-Luise Zocher (1922–2013) in England kennen, die er am 26. Dezember 1952 in Liverpool heiratete. Aus der Ehe gehen zwei Söhne hervor, der Humanmediziner Michael Mowaffa El Fakharani (* 1953) und der Tierarzt Matthias Manar El Facharani (* 1962).
1957 wurde Fawzi El Fakharani am University College London mit dem Thema „Roman decorative stucco reliefs“ zum Ph. D. promoviert.

### Berufliche Laufbahn als klassischer Archäologe
Nach seiner Rückkehr von London begann seine berufliche Tätigkeit 1958 als Dozent an der Universität Alexandrien und Kairo, wo er 1964 außerordentlicher Professor wurde.

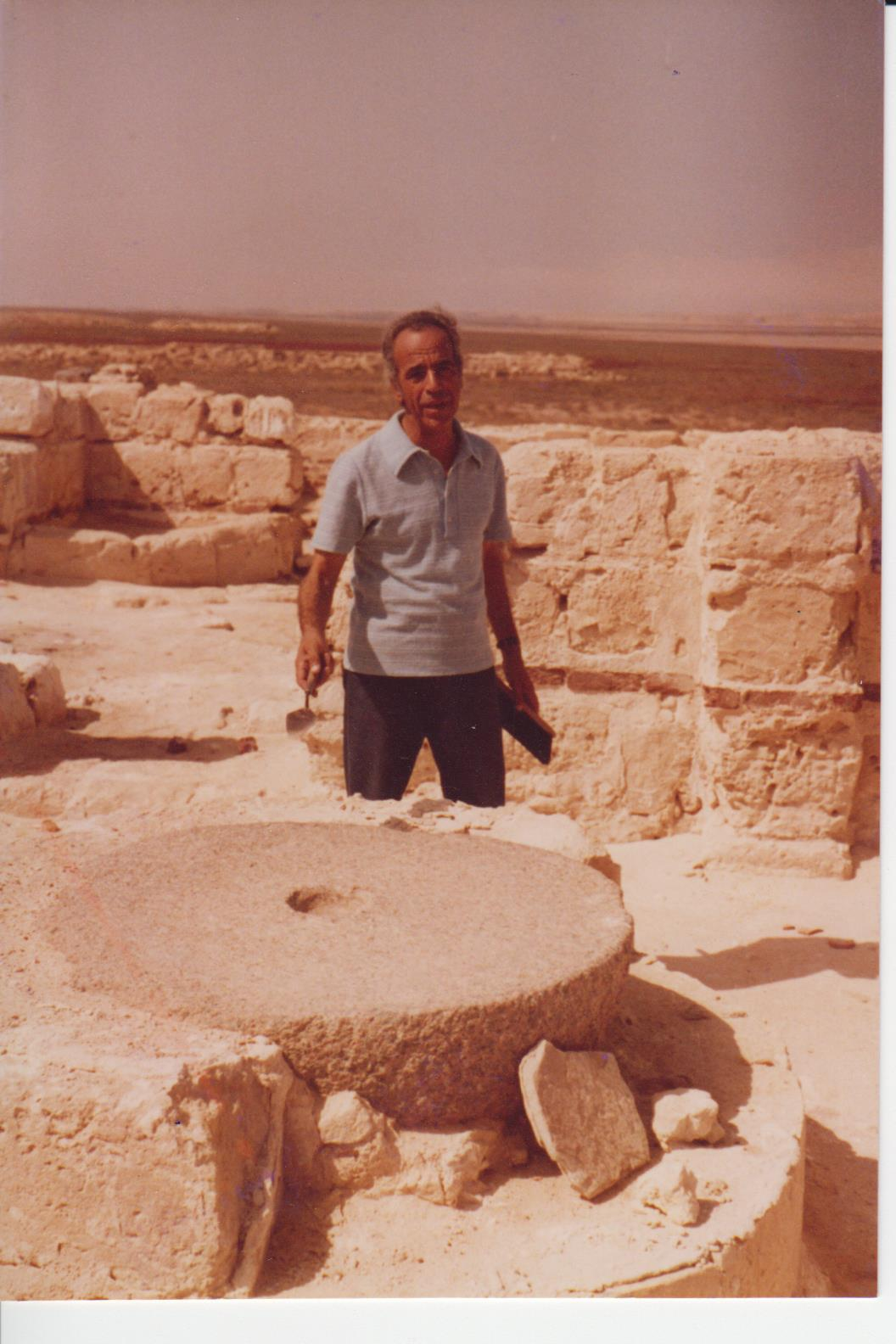
Fawzi El Fakharani bei Ausgrabungen in Marea, 1979

1966 übersiedelte Fawzi El Fakharani mit seiner Familie nach Jordanien, wo er als Extraordinarius an der Universität Amman bis zum Jahr 1970 tätig war. Dort war er unter anderem an den Ausgrabungen des Römischen Theaters von Amman beteiligt. Bis Juni 1967 war er Mitglied des Gremiums des Palästinensischen Museums in Jerusalem. 1970 folgte er einem Ruf der Universität Benghazi in Libyen, wo er als Professor tätig war. Dort war er bis 1973 Vorsitzender der archäologischen Abteilung. In den Jahren 1972 bis 1973 erfolgten Ausgrabungen in Tocra (Taucheira, Tukrah), einer libyschen Küstenstadt in der Region Cyrenaika, wo er einen bischöflichen Gebäudekomplex aus dem 4. Jahrhundert nach Christi entdeckte. Zudem fungierte er 1971 als Berater des libyschen archäologischen Dienstes in Tripolis.
Nach seiner Rückkehr nach Ägypten nahm er eine Professur an der Universität Alexandrien an, wo er in den Jahren 1976 bis 1980 auch Vorsitzender der Abteilung für Klassische Studien war. 1983 wurde er Mitglied des Gremiums für griechisch-römische Museen in Alexandrien. Von 1986 bis 1989 bekleidete er das Amt des Direktors für Mittelmeerstudien an der Universität Alexandrien. Als emeritierter Professor forschte er weiter zum Thema Alexander der Große und dessen Grab. Er verstarb 2004 in Alexandrien, wo er auch beerdigt wurde.

#### Ausgrabungen
- Römisches Theater von Amman, Ausgrabungen von 1966 bis 1967.[2]
- Zitadelle Jabal El Kalaa in Amman, Ausgrabungen 1967 bis 1968, beschrieben in der Wissenschaftlichen Zeitschrift Universität Rostock, 1975
- Tocra, libysche Küstenstadt in der Region Cyrenaika, Ausgrabungen von 1972 bis 1973 im Auftrag der Universität Benghazi.
- Ausgrabungen von 1977 bis 1981 in Marea, einer Hafenstadt westlich von Alexandrien, beschrieben in: Aegyptiaca Treverentia. Von Zabern, Mainz 1983

## Die Suche nach dem Grab Alexanders des Großen
Aufgrund jahrzehntelanger Recherchen und des Studiums von Primärliteratur vermutete Fawzi El Facharani bis zu seinem Tode das Grab Alexanders des Großen auf dem katholischen Friedhof Cimitero Latino di Terra Santa in Alexandria. El Facharani finanzierte die Ausgrabungen größtenteils aus eigenen Mitteln. So erhielt er von der ägyptischen Regierung weder finanzielle Hilfen noch umfangreiche Schürfrechte für seine geplanten Ausgrabungen auf dem Friedhof.
Lediglich das deutsche Unternehmen Hochtief finanzierte Bodenradarmessungen auf dem Areal des Friedhofs, die von deutschen Geophysikern der Gesellschaft für Geowissenschaftliche Dienste durchgeführt wurden. Dabei wurden größere Hohlräume unter dem Friedhof entdeckt. Die Ausgrabungen wurden mit dem Zeitpunkt seines Todes 2004 eingestellt.
Seine These fand weltweit Beachtung und spiegelte sich z. B. in Deutschland um die Jahrtausendwende in zahlreichen Zeitungsartikeln und Fernsehreportagen wider. Seine Forschungsarbeit wurde von Wissenschaftlern wie z. B. dem französischen Archäologen Jean-Yves Empereur aufgegriffen und weiter verfolgt.

## Publikationen
- Roman Baths in Alexandria. In: Bulletin of faculty of arts University Alexandria 1962
- The Art of Alexandria in the Greek and Roman period. In: The book of Alexandria and its civilazation throughout the ages. The governorate book on history and art of Alexandria Egypt, 1963
- The Antiquities of Alexandria in the Roman period. In: The book of Alexandria and its civilazation throughout the ages. The governorate book on history and art of Alexandria Egypt, 1963
- An investigation into the views concerning the location of the tomb of Alexander The Great. In: Bulletin of the Faculty of Arts, Alexandria University 1964
- Semidome Decoration in Roman Egypt. American Journal of Archaeology 1965, doi:10.2307/502252
- The Odeon of Kom El Dick. In: Cahiers d`Alexandrie 1966
- The Tower of Taposiris Magna near Alameen in Egypt. In: Harvard Studies in Classical Philology 1972
- The „lighthouse“ of Abusir in Egypt. Harvard Studies in Classical Philology 1974[4]
- The Library of Philadelphia. In: Wissenschaftliche Zeitschrift Universität Rostock 1975
- Das Theater in Amman in Jordanien. In: Archäologischer Anzeiger 1975, S. 377–403
- A Manual in field Archaeology (Benghazi University 1978)
- El Fakharani, F. 1983. “Recent excavation at Marea in Egypt”, in Das Römisch-Byzantinische Ägypten, Akten des internationalen Symposions 26.–30. September 1978 in Trier, 175-186. Mainz
- The Kibotos of Alexandria. In: Studi Miscellanei 28, 1984–1985
- The different trends in the official and private portraits of Roman Egypt In: Ritratto ufficiale e ritratto privato : atti della II Conferenza internazionale sul ritratto romano, Roma, 26-30 settembre 1984. Rom 1988, S. 277–282.
- Vorwort für Franck Goddio: Alexandria The Submerged Royal Quarters, 1998, ISBN 1-902699-00-9